# Wertach (település)
Wertach település Németországban, azon belül Bajorországban. Lakosainak száma 2807 fő (2023. december 31.). Wertach Bad Hindelang, Sonthofen, Burgberg im Allgäu, Jungholz és Nesselwang községekkel határos.

## Népesség
A település népessége az elmúlt években az alábbi módon változott:
| Lakosok száma | 1246 | 1931 | 1577 | 1872 | 2484 | 2467 | 2436 | 2409 | 2657 | 2807 |
|               | 1875 | 1950 | 1975 | 1987 | 2012 | 2014 | 2016 | 2017 | 2021 | 2023 |